# Dicyema clavatum
Dicyema clavatum är en djurart som tillhör fylumet rhombozoer, och som beskrevs av Furuya, Tsuneki och Koshida. Dicyema clavatum ingår i släktet Dicyema och familjen Dicyemidae. Inga underarter finns listade i Catalogue of Life.